# 금호동 (광양시)
금호동(金湖洞)은 대한민국 전라남도 광양시의 동이다.

## 개요
금호동은 세계 최신예 광양제철소가 자리하고 있으며, 제철소가 건설되기 전에는 한적한 섬마을이었으나 4기 설비가 준공되어 있다. 잘 가꾸어진 공원속의 주택단지와 학교, 쇼핑센타와 축구전용 경기장 등 기반시설이 잘 갖추어져 있다.

## 행정 구역
- 금호동